# Zamek Vogelöd
Zamek Vogelöd (niem. Schloß Vogelöd: Die Enthullung eines Geheimnisses) – niemiecki dramat filmowy z gatunku kammerspiel z 1922 roku w reżyserii Friedricha Wilhelma Murnaua, zrealizowany na podstawie powieści Rudolpha Stratza pod tym samym tytułem.

## Fabuła
Grupa mężczyzn spotyka się na kilkudniowym polowaniu na zamku Vogelöd, którego gospodarzem jest Herr von Vogelschrey. Z powodu deszczowej pogody spędzają czas w środku. Pojawia się nieproszony gość – hrabia Johann Oetsch podejrzewany o zastrzelenie swojego brata Petera kilka lat temu. Przybywa też wdowa po ofierze morderstwa wraz ze swoim nowym mężem, baronem Safferstättem. Zapowiadany jest kolejny gość – przybywający z Rzymu ojciec zakonny Faramund, przyjaciel zmarłego hrabiego.
Wkrótce przybywa ojciec Faramund, jednak znika w niewyjaśnionych okolicznościach. Potęguje to podejrzenia wobec hrabiego Oetscha, który dodatkowo preferuje odmienny od reszty bywalców czas na łowy. Dodatkowo kilku gości ma koszmary podczas nocy i uznają zamek za nawiedzony. W następnych dniach hrabia Oetsch i baronowa oskarżają się nawzajem o morderstwo.
Niebawem ponownie pojawia się ojciec Faramund. Nie mogąc znieść napięcia baronowa wyjawia mu w tajemnicy, iż jej pierwsze małżeństwo nie było harmonijne. Nie mogąc znieść obsesji Petera na punkcie spirytualizmu chciała, żeby stało się z nim coś złego, a ich gość, baron Safferstätt zastrzelił go. Wyszła za barona, ale oboje odczuwali się pustkę.
Ojciec Faramund konfrontuje się z baronem i ujawnia się jako hrabia Oetsch, który wykorzystał opóźniające się przybycie prawdziwego Faramunda by móc dowieść swej niewinności. Dręczony sumieniem baron popełnia samobójstwo, a rezydenci zamku przepraszają hrabiego. Niedługo potem do zamku przybywa prawdziwy ojciec Faramund.

## Obsada
- Arnold Korff – Herr von Vogelschrey
- Lulu Kyser-Korff – Centa von Vogelschrey
- Olga Czechowa – baronowa Safferstätt
- Lothar Mehnert – hrabia Johann Oetsch
- Paul Bildt – baron Safferstätt
- Victor Blütner – ojciec Faramund
- Hermann Vallentin – sędzia Sądu Okręgowego w stanie spoczynku
- Julius Falkenstein – niespokojny dżentelmen
- Paul Hartmann – hrabia Peter Oetsch
- Robert Leffler – ochmistrz
- Walter Kurt-Kuhle – służący
- Georg Zawatzky – kuchcik
- Loni Nest – mała dziewczynka